# Elvis Crespo
Elvis Crespo (New York, 30 luglio 1971) è un cantante statunitense con cittadinanza portoricana.

## Biografia
Nato a New York, ma cresciuto nella città di Guaynabo, a Porto Rico, Elvis Crespo deve il suo nome a Elvis Presley.
Ottiene la prima notorietà a metà anni novanta quando entra a far parte del gruppo musicale merengue Grupo Mania di Porto Rico. In seguito Crespo lascerà il gruppo per tentare la carriera da solista nel 1998. Il suo album di debutto, Suavemente ottiene un buon successo sia in America Latina che negli Stati Uniti. Il singolo Suavemente fa ottenere a Crespo il premio "Best Male Tropical/Salsa Album of the Year" della rivista Billboard.
L'album Suavemente viene certificato disco di platino in Venezuela e disco d'oro in Cile e negli Stati Uniti, per aver venduto oltre 500 000 copie nel primo anno di pubblicazione. Inoltre Suavemente detiene il record dell'aver mantenuto la vetta della classifica Billboard's Hot Latin Tracks per sei settimane consecutive. Il primo album di Elvis Crespo era principalmente un album di musica merengue, ma i lavori successivi hanno esplorato percorsi differenti.

## Discografia
- 1998: Suavemente
- 1999: Pintame
- 1999: The Remixes
- 2000: Wow! Flash
- 2002: Urbano
- 2004: Saboréalo
- 2007: Regresó el Jefe
- 2010: Indestructible
- 2012: Los Monsters
- 2013: One Flag
- 2015: Tatuaje
- 2018: Diomedizao
- 2021: Regresó el Jefe 2.0
- 2021: Multitudes

## Premi
Questo è un elenco di premi e nomination dell'artista merengue portoricano Elvis Crespo. Ecco alcuni dei premi vinti nel corso della sua carriera musicale.

### Premio Lo Nuestro
1999:
- Tropicale: Album dell'anno (Suavemente)
- Tropicale: Artista maschile dell'anno
- Tropicale: Miglior artista esordiente
- Tropicale: Canzone dell'anno (Suavemente)

2000:
- Tropicale: Album dell'anno (Pintame)
- Tropicale: Artista maschile dell'anno
- Tropicale: Canzone dell'anno (Pintame)

2001:
- Merengue: Artista dell'anno

- Premio scelto dal pubblico: Artista tropicale dell'anno

2003:
- Merengue: Artista dell'anno

2005:
- Merengue: Artista dell'anno

2012:
- Merengue: Artista dell'anno

### Grammy Awards
1999:
- Miglior performance merengue (Pintame)

### Latin Grammy Awards
2005:
- Miglior album merengue (Saborealo)